# برینتون (نورفوک)
برینتون (به انگلیسی: Brinton) یک روستا و محله مدنی در بریتانیا است که در North Norfolk واقع شده‌است. برینتون ۶٫۱۳ کیلومتر مربع مساحت و ۲۲۲ نفر جمعیت دارد.